# حداثة (فلم)
حداثة (بالإنجليزية: Newness) هو فيلم دراما ورومنسية أمريكي صدر في سنة 2017. الفيلم من إخراج دريك دوريموس ومن بطولة نيكولاس هولت ولايا كوستا وتمثيل كورتني إيتون وداني هيوستن.

## القصة
يتحدث الفيلم عن قصة حب تنشأ بين رجل وفتاة في إحدى مواقع التواصل الاجتماعي، فيلتقيان وتنشأ بينهم علاقة جنسية حميمية. تطور العلاقة بينهم لكن مع وجود بعض المشاكل كالخيانة، فيتفقان على أن تكون علاقتهما مفتوحة وتسمح بوجود شركاء آخرين. لم يدم الحال وتطورت الغيرة بينهما لينفصلان أخيراً، لكن علاقة قائمة على المصلحة بين الفتاة وبين أحد رجال الأعمال الأكبر سناً منها كانت سبباً بعودتها لصديقها الحميم.

## وصلات خارجية
- مقالات تستعمل روابط فنية بلا صلة مع ويكي بيانات